# Coppa delle Regioni UEFA 2013

## Fase preliminare
Le 8 rappresentative regionali che si affronteranno nel turno preliminare sono state suddivise in due gruppi da quattro. I seguenti Paesi ospiteranno le gare dei due gruppi:
Gruppo A –  Turchia
Gruppo B –  Macedonia
Le vincenti di ogni gruppo e la miglior seconda accederanno alla fase intermedia.

### Gruppo A
| Squadra          | G | V | P | S | GF | GS | DR  | P |
| ---------------- | - | - | - | - | -- | -- | --- | - |
| Prahova-Muntenia | 3 | 2 | 1 | 0 | 11 | 2  | +9  | 7 |
| Istanbul         | 3 | 2 | 0 | 1 | 9  | 4  | +5  | 6 |
| Karmiel-Safed    | 3 | 1 | 1 | 1 | 9  | 4  | +5  | 4 |
| Merkuriy         | 3 | 0 | 0 | 3 | 2  | 21 | -19 | 0 |

### Gruppo B
| Squadra                              | G | V | P | S | GF | GS | DR | P |
| ------------------------------------ | - | - | - | - | -- | -- | -- | - |
| Repubblica di Macedonia              | 3 | 2 | 1 | 0 | 8  | 0  | +8 | 7 |
| Regioni Orientali (Irlanda del Nord) | 3 | 2 | 1 | 0 | 4  | 1  | +3 | 7 |
| Nord Galles (Galles)                 | 3 | 0 | 1 | 2 | 2  | 4  | -2 | 1 |
| Hestrafors (Svezia)                  | 3 | 0 | 1 | 2 | 1  | 10 | -9 | 1 |

## Round Intermedio

### Gruppo 1
| Squadra                          | G | V | P | S | GF | GS | DR | P |
| -------------------------------- | - | - | - | - | -- | -- | -- | - |
| Isloch (Bielorussia)             | 3 | 3 | 0 | 0 | 5  | 1  | +4 | 9 |
| Parigi-Île-de-France (Francia)   | 3 | 1 | 1 | 1 | 4  | 4  | 0  | 4 |
| Slovacchia Centrale (Slovacchia) | 3 | 1 | 0 | 2 | 3  | 5  | -2 | 3 |
| Tuzla (Bosnia ed Erzegovina)     | 3 | 0 | 1 | 2 | 5  | 7  | -2 | 1 |

### Gruppo 2
| Squadra                    | G | V | P | S | GF | GS | DR | P |
| -------------------------- | - | - | - | - | -- | -- | -- | - |
| Yugoiztochen (Bulgaria)    | 3 | 2 | 0 | 1 | 5  | 5  | 0  | 6 |
| Fiume (Croazia)            | 3 | 1 | 2 | 0 | 6  | 1  | +5 | 5 |
| Prahova-Muntenia (Romania) | 3 | 1 | 1 | 1 | 1  | 3  | −2 | 4 |
| Ginevra (Svizzera)         | 3 | 0 | 1 | 2 | 1  | 4  | −3 | 1 |

### Gruppo 3
| Squadra                            | G | V | P | S | GF | GS | DR  | P |
| ---------------------------------- | - | - | - | - | -- | -- | --- | - |
| Keleti Régió (Ungheria)            | 3 | 3 | 0 | 0 | 12 | 4  | +8  | 9 |
| Württemberg (Germania)             | 3 | 2 | 0 | 1 | 11 | 7  | +4  | 6 |
| Zlín (Repubblica Ceca)             | 3 | 1 | 0 | 2 | 7  | 8  | -1  | 3 |
| Scozia centro-occidentale (Scozia) | 3 | 0 | 0 | 3 | 5  | 16 | -11 | 0 |

### Gruppo 4
| Squadra                 | G | V | P | S | GF | GS | DR  | P |
| ----------------------- | - | - | - | - | -- | -- | --- | - |
| Qaraçala (Azerbaigian)  | 3 | 3 | 0 | 0 | 7  | 1  | +6  | 9 |
| Belgrado (Serbia)       | 3 | 2 | 0 | 1 | 9  | 2  | +7  | 6 |
| Repubblica di Macedonia | 3 | 1 | 0 | 2 | 3  | 5  | -2  | 3 |
| Lietava (Lituania       | 3 | 0 | 0 | 3 | 0  | 11 | -11 | 0 |

### Gruppo 5
| Squadra                    | G | V | P | S | GF | GS | DR  | P |
| -------------------------- | - | - | - | - | -- | -- | --- | - |
| Olimp (Russia)             | 3 | 3 | 0 | 0 | 14 | 0  | +14 | 9 |
| Gozo                       | 3 | 1 | 1 | 1 | 5  | 10 | -5  | 4 |
| Ialoveni (Moldavia)        | 3 | 0 | 2 | 1 | 4  | 8  | -4  | 2 |
| Rinuzi - Strong (Lettonia) | 3 | 0 | 1 | 2 | 4  | 9  | -5  | 1 |

### Gruppo 6
| Squadra                              | G | V | P | S | GF | GS | DR | P |
| ------------------------------------ | - | - | - | - | -- | -- | -- | - |
| Regioni orientali (Irlanda del Nord) | 3 | 2 | 0 | 1 | 3  | 3  | 0  | 6 |
| Jersey                               | 3 | 2 | 0 | 1 | 4  | 3  | +1 | 6 |
| Leinster & Munster (Irlanda)         | 3 | 1 | 1 | 1 | 3  | 2  | +1 | 4 |
| San Marino                           | 3 | 0 | 1 | 2 | 0  | 2  | -2 | 1 |

### Gruppo 7
| Squadra                            | G | V | P | S | GF | GS | DR | P |
| ---------------------------------- | - | - | - | - | -- | -- | -- | - |
| Catalogna (Spagna)                 | 3 | 3 | 0 | 0 | 8  | 2  | +6 | 9 |
| Ardenne (Belgio)                   | 3 | 2 | 0 | 1 | 6  | 5  | +1 | 6 |
| Nove Zhytya (Ucraina)              | 3 | 1 | 0 | 2 | 4  | 5  | -1 | 3 |
| Selezione MNZ Ljubljana (Slovenia) | 3 | 0 | 0 | 3 | 3  | 9  | -6 | 0 |

### Gruppo 8
| Squadra                         | G | V | P | S | GF | GS | DR  | P |
| ------------------------------- | - | - | - | - | -- | -- | --- | - |
| Veneto (Italia)                 | 3 | 3 | 0 | 0 | 14 | 0  | +14 | 9 |
| Kujawsko-Pomorski (Polonia)     | 3 | 2 | 0 | 1 | 6  | 1  | +5  | 6 |
| Finlandia orientale (Finlandia) | 3 | 1 | 0 | 2 | 5  | 10 | -5  | 3 |
| Estonia occidentale (Estonia)   | 3 | 0 | 0 | 3 | 1  | 15 | -14 | 0 |

## Fase finale

### Fase a gironi
Sono stati formati due gironi da 4 squadre ciascuno. I vincitori dei due gironi, partecipano alla finale. Le squadre seconde classificate vincono la medaglia di bronzo

#### Gruppo A
| Squadra           | G | V | P | S | GF | GS | DR | P |
| ----------------- | - | - | - | - | -- | -- | -- | - |
| Veneto            | 3 | 3 | 0 | 0 | 6  | 1  | +5 | 9 |
| Keleti Régió      | 3 | 1 | 1 | 1 | 4  | 3  | +1 | 4 |
| Regioni orientali | 3 | 1 | 1 | 1 | 8  | 8  | 0  | 4 |
| Qaraçala          | 3 | 0 | 0 | 3 | 2  | 8  | -6 | 0 |

#### Gruppo B
| Squadra      | G | V | P | S | GF | GS | DR | P |
| ------------ | - | - | - | - | -- | -- | -- | - |
| Catalogna    | 3 | 2 | 1 | 0 | 5  | 2  | +3 | 7 |
| Isloch       | 3 | 2 | 0 | 1 | 2  | 2  | 0  | 6 |
| Yugoiztochen | 3 | 0 | 2 | 1 | 2  | 3  | -1 | 2 |
| Olimp        | 3 | 0 | 1 | 2 | 0  | 2  | -2 | 1 |

#### Finale
| 2013                                         | Veneto               | 0 – 0 | Catalogna |  |
| \| \| \| \| \| \| Tiri di rigore 5 – 4 \| \| |                      |       |           |  |
|                                              |                      |       |           |  |
|                                              | Tiri di rigore 5 – 4 |       |           |  |